# Fortalicja w Sobkowie
Fortalicja w Sobkowie – fortalicja wraz z ruinami dworu znajdująca się w mieście Sobków (powiat jędrzejowski, województwo świętokrzyskie).

## Historia

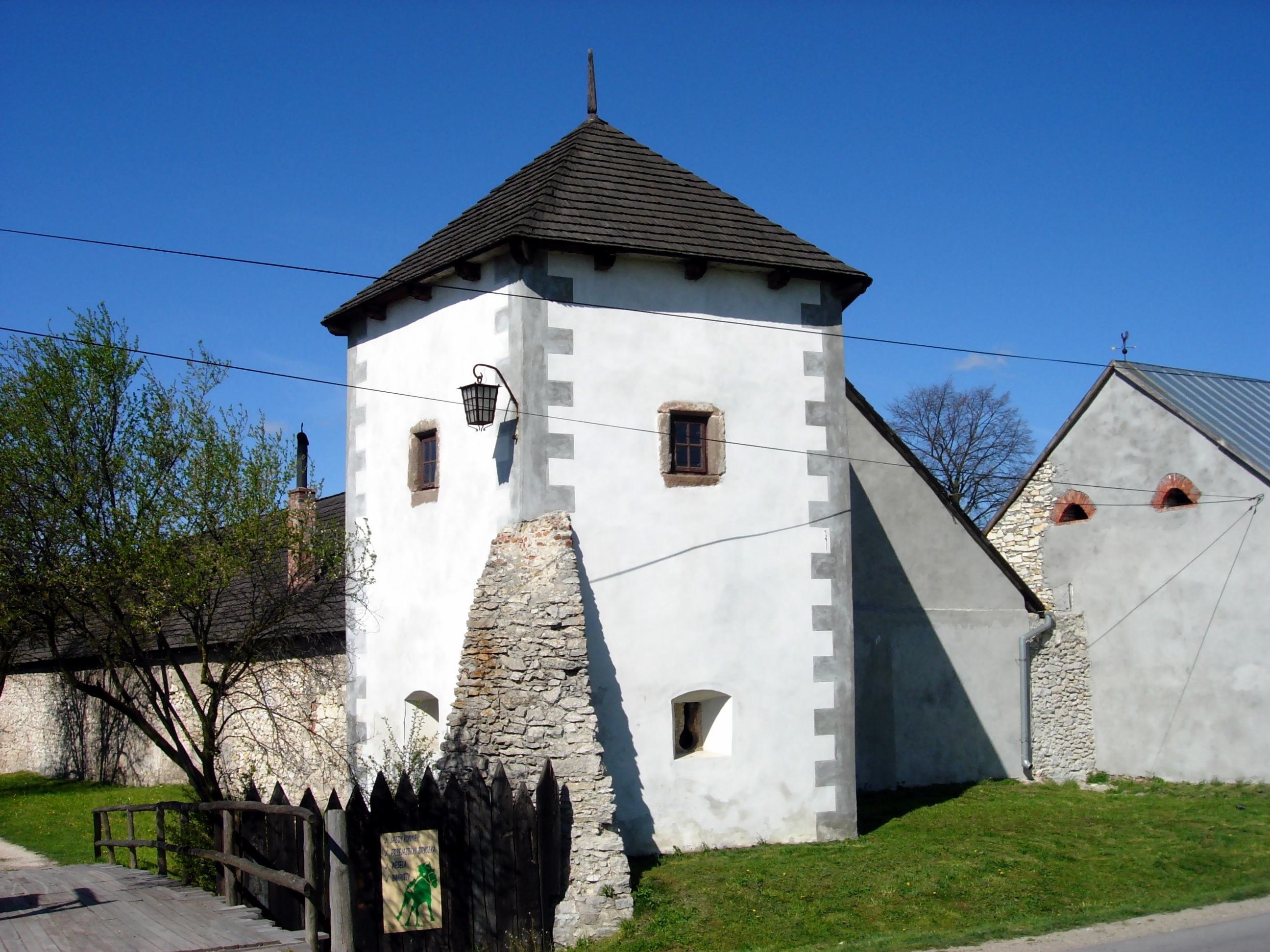
Jedna z wież narożnych

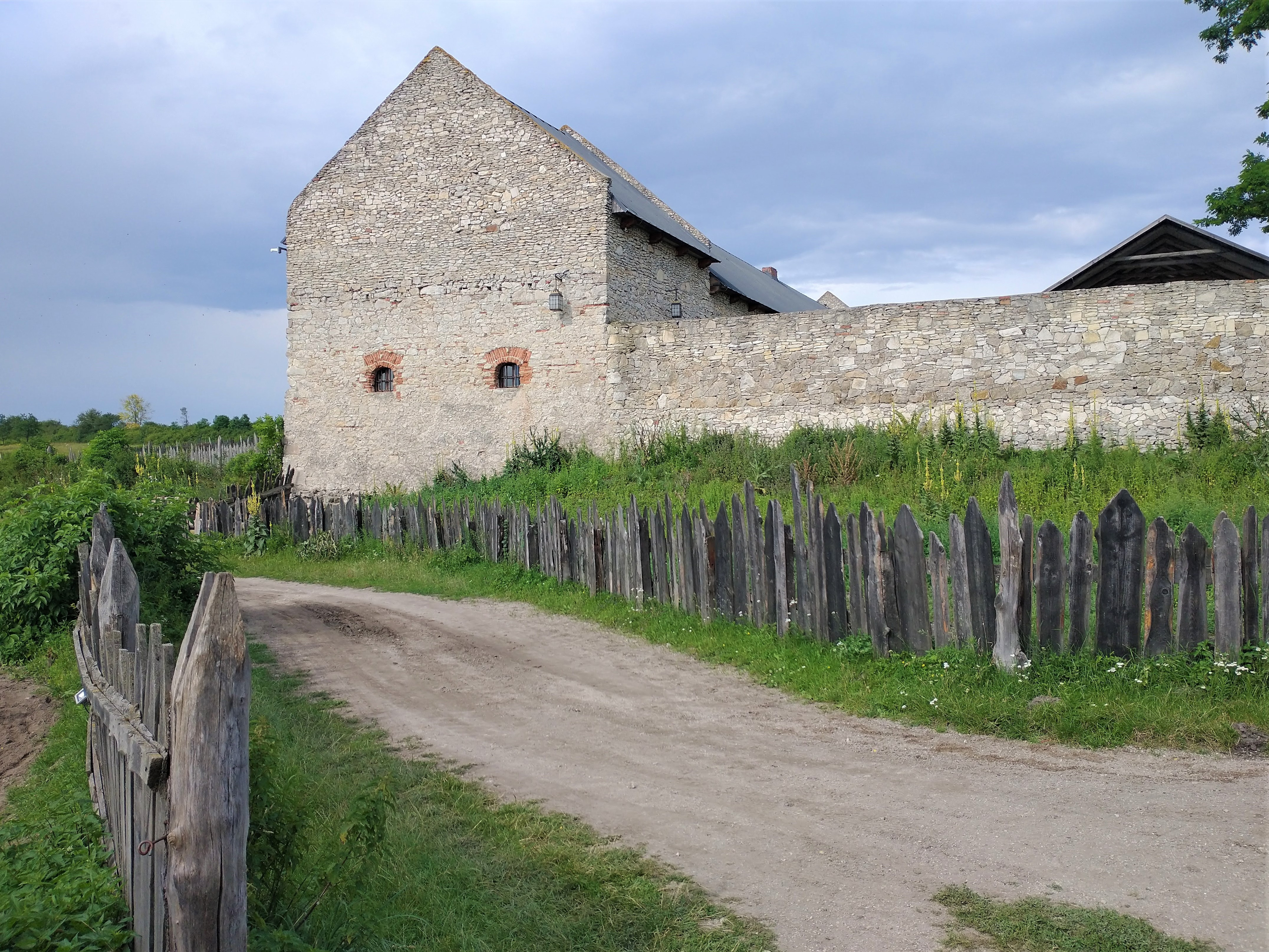
Widok od strony Nidy

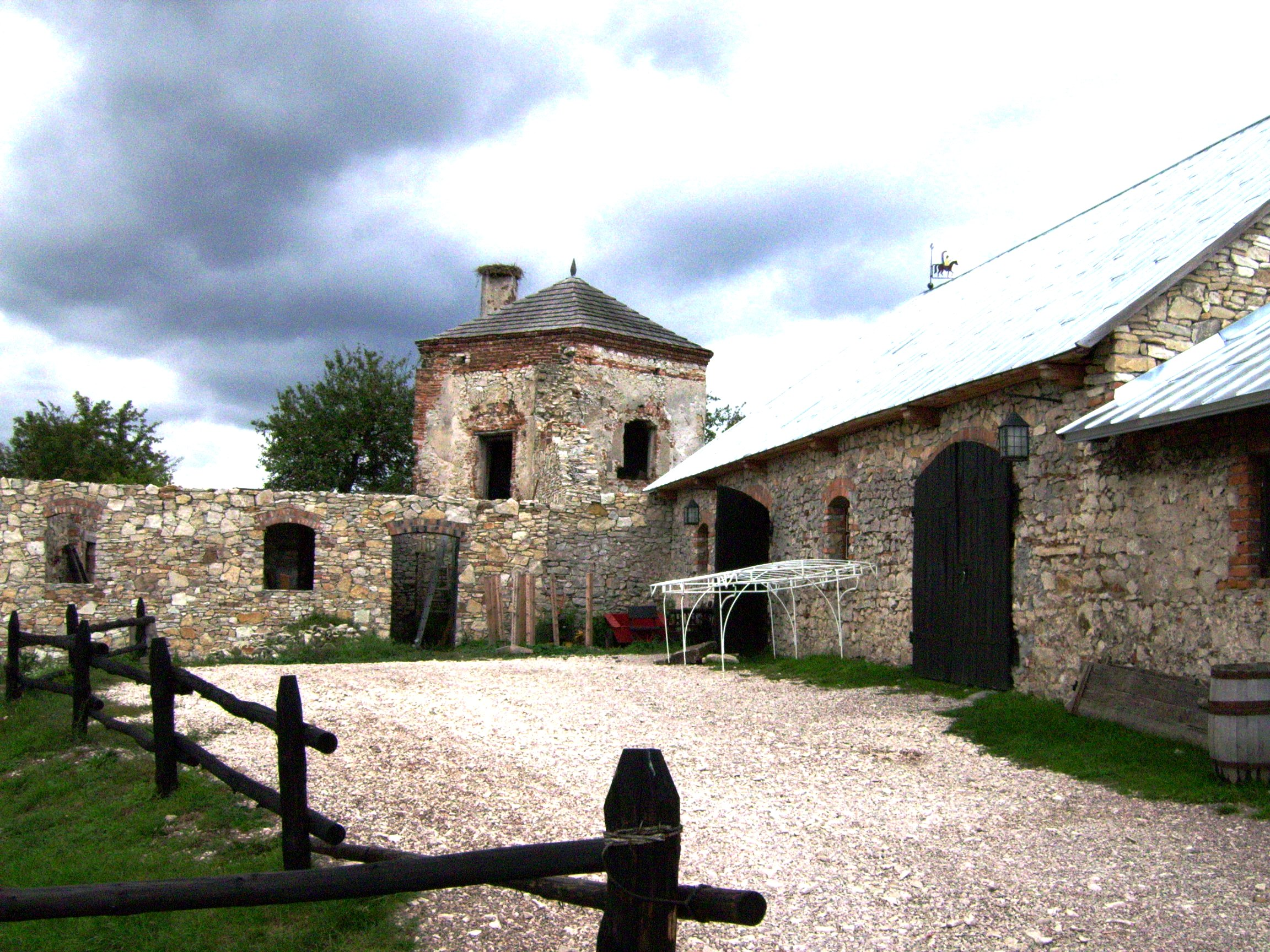
Zabudowania gospodarcze z basztą

Początkiem założenia był dwór zbudowany około 1529 przez Rafała Ryterskiego przy drodze prowadzącej do przeprawy przez Nidę, na terenie osady z karczmą (do dziś zachowały się fragmenty tej budowli w murach skrzydła południowego budynków gospodarczych). Około 1560 założenie rozbudowali kasztelan sandomierski Stanisław Sobek wraz z małżonką Anną z Ryterskich. Powstał wówczas obiekt o charakterze reprezentacyjnym: założenie na planie prostokąta, otoczone murami, z czterema pięciokątnymi basztami na narożach, nowym dworem przy wieży północno-wschodniej oraz budynkiem gospodarczym przy północnym murze. Nowy dwór łączył się z przylegającą wieżą, której nadano charakter loggii widokowej. W 1569, w wyniku powodzi (wylanie Nidy), wieża północno-zachodnia uległa zniszczeniu, a w jej miejscu zbudowano basteję. W tym okresie dostawiono do nowego dworu klatkę schodową w formie wieżyczki, a część majdanu uzyskała charakter folwarku. W pierwszej połowie XVII wieku lokalne dobra odziedziczyli Drohojowscy, którzy przyczynili się do znacznego rozwoju Sobkowa i okolic.
W 1668 majątek zakupił Jan Wielopolski i od tego czasu dwór sobkowski stał się siedzibą magnacką. W centrum założenia, na dawnym majdanie fortalicji zbudowano nowy, okazały dwór z czterema alkierzami i mezzaninem. Budowla była otwarta widokowo w stronę Nidy, ku której stworzono opadające do rzeki ogrody. W XVIII wieku dobra zakupili Szaniawscy, którzy mocno przebudowali dwór centralny, likwidując alkierze, rozwijając bryłę ku wschodowi, tworząc trójarkadową loggię od południa oraz dobudowując portyk kolumnowy od zachodu. Mury obwodowe od wschodu przesunięto o kilka metrów, celem uzyskania większej powierzchni wewnątrz i stworzenia nowego podjazdu. Postawiono wówczas także nowe stajnie, wozownie i budynki zaplecza.
W 1819 Konstanty Felicjan Szaniawski przekazał majątek synowi, Stanisławowi i jego żonie, Annie z Kluszewskich. Stanisław Szaniawski sprzedał Sobków Henrykowi Nakwaskiemu w 1825. Nakwaski nie był zainteresowany założeniem, które popadło w ruinę i zostało sprzedane Ignacemu Dobrosławskiemu herbu Nałęcz. Dobrosławscy zaciągali nadmierne długi u chęcińskich Żydów, a ich spłata przekraczała możliwości finansowe rodziny, w związku z czym majątek zlicytowano rodzinie Rajzmanów. Kolejnymi właścicielami obiektu byli Żydzi: kupiec Jakub Szalomonowicz Nowak z Chmielnika (1914), Szlama Henoch Kaminer (1919) i współwłaściciel Judka Rozentrauch (do wybuchu II wojny światowej).
W 1944 mienie bezspadkowe przeszło na skarb państwa. W latach 60. XX wieku zrujnowane obiekty planowano przekształcić na ośrodek wypoczynkowy dla mieszkańców Kielc, ale plany te nie zostały zrealizowane. W 1997 ruiny nabył Andrzej Borkowski i jego żona, Alicja. Zabudowania obwodowe wyremontowano i obecnie działa tu obiekt turystyczny pod nazwą Hotel Zamek Rycerski w Sobkowie z restauracją i ośrodkiem jeździeckim.
W środkowej części dawnego majdanu znajdują się wczesnoklasycystyczne ruiny dworu, z czterema kolumnami jońskimi w części centralnej, zwrócone fasadą ku Nidzie. W elewacji bocznej (południowo-wschodniej) istnieje ryzalit z zamurowanymi arkadami, zwieńczony półkolistym tympanonem. W tympanonie umieszczony jest kartusz stiukowy z rogami obfitości i girlandami, jak również inicjałami Stanisława Szaniawskiego i jego małżonki, Anny.